# Hermino Katzenstein

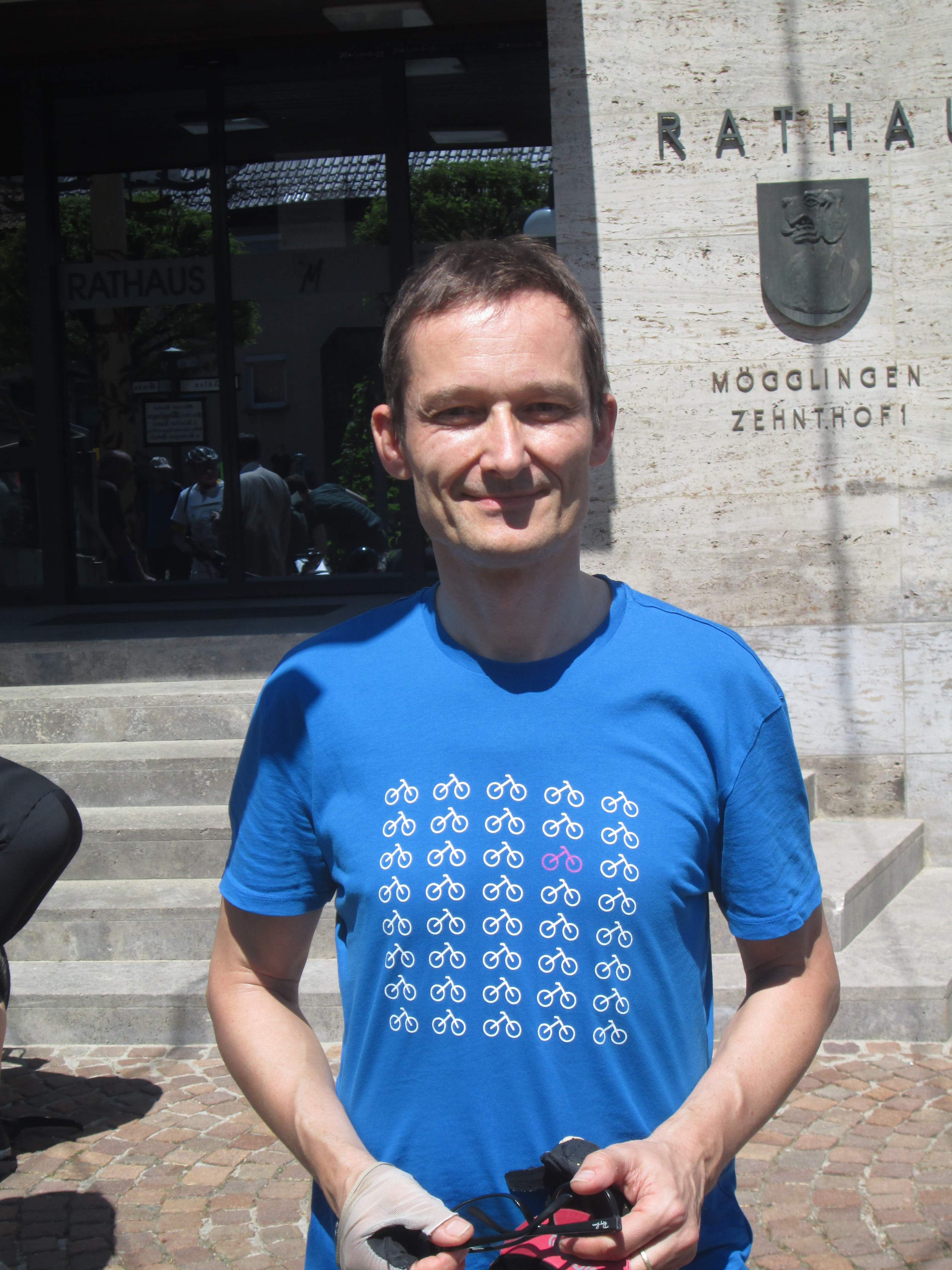
Hermino Katzenstein, Mai 2022

Hermann „Hermino“ Katzenstein (* 3. Januar 1969 in Münster) ist ein deutscher Politiker (Bündnis 90/Die Grünen) und seit 2016 Abgeordneter im Landtag Baden-Württemberg.
Nach dem Abitur in seiner Heimatstadt studierte Hermino Katzenstein Physik an den Universitäten in Köln und Heidelberg mit Abschluss als Diplom-Physiker. Dort ist er im Rechenzentrum tätig. Er engagiert sich gewerkschaftlich und war von 2010 bis 2016 Personalratsvorsitzender an der Universität Heidelberg.
Katzenstein gehört dem Gemeinderat von Neckargemünd seit 2009 an, dem Kreistag im Rhein-Neckar-Kreis von 2014 bis 2016. Mitglied bei Bündnis 90/Die Grünen ist er seit 2008. Bei der Landtagswahl in Baden-Württemberg 2016 errang er ein Direktmandat im Landtagswahlkreis Sinsheim. Im Landtag ist er Mitglied des Ausschusses für Verkehr und des Petitionsausschusses. Innerhalb der Fraktion der Grünen ist er Sprecher für Rad- und Fußverkehr. Im Radverkehrsverband ADFC ist er seit 2019 Vorsitzender der Bundeshauptversammlung. Bei der Landtagswahl 2021 konnte er sein Direktmandat mit 29,3 Prozent der Stimmen verteidigen.
Im Mai 2024 kandidierte Katzenstein für das Amt des Bürgermeisters von Neckargemünd und erreichte mit 22,43 % der Stimmen den dritten Platz hinter dem Wahlsieger Jan Seidel und dem Amtsinhaber Frank Volk.

## Privates
Katzenstein ist verheiratet und hat vier erwachsene (Stief-)Töchter.